# Licornus tama
Espèce
Licornus tama est une espèce d'opilions laniatores de la famille des Ampycidae.

## Distribution
Cette espèce est endémique de l'État de Táchira au Venezuela. Elle se rencontre dans le parc national El Tamá.

## Description
Le mâle holotype mesure 6,1 mm et la femelle paratype 5,7 mm.

## Systématique et taxinomie
Cette espèce a été décrite par Villarreal et Kury en 2012.

## Étymologie
Son nom d'espèce lui a été donné en référence au lieu de sa découverte, le parc national El Tamá.

## Publication originale
- Villarreal & Kury, 2012 : « Licornus Roewer, 1932: newly transferred to Ampycinae and first record of the family Gonyleptidae (Opiliones: Laniatores) from Venezuela. » Zootaxa, no 3544, p. 71–78.